# Lista de municípios de Ponte Vedra
Esta é uma lista dos 62 municípios da província raiana espanhola de Ponte Vedra, na comunidade autónoma da Galiza.

Mapa municipal

| Nome                 | Pop. (2002) |
| -------------------- | ----------- |
| A Cañiza             | 6,919       |
| A Estrada            | 22,125      |
| A Guarda             | 10,032      |
| A Illa de Arousa     | 4,885       |
| A Lama               | 2,882       |
| Agolada              | 4,117       |
| Arbo                 | 4,173       |
| As Neves             | 4,695       |
| Baiona               | 11,014      |
| Barro                | 3,444       |
| Bueu                 | 12,469      |
| Caldas de Reis       | 9,444       |
| Cambados             | 13,438      |
| Campo Lameiro        | 2,256       |
| Cangas               | 24,147      |
| Catoira              | 3,522       |
| Cerdedo              | 2,434       |
| Cotobade             | 4,629       |
| Covelo               | 3,951       |
| Crecente             | 2,818       |
| Cuntis               | 5,573       |
| Dozón                | 2,095       |
| Forcarei             | 4,802       |
| Fornelos de Montes   | 2,181       |
| Gondomar             | 11,861      |
| Lalín                | 20,453      |
| Marín                | 25,461      |
| Meaño                | 5,384       |
| Meis                 | 5,009       |
| Moaña                | 18,079      |
| Mondariz             | 5,370       |
| Mondariz-Balneario   | 658         |
| Moraña               | 4,291       |
| Mos                  | 14,033      |
| Nigrán               | 16,684      |
| O Grove              | 11,075      |
| O Porriño            | 16,241      |
| O Rosal              | 5,933       |
| Oia                  | 2,906       |
| Pazos de Borbén      | 3,070       |
| Poio                 | 14,394      |
| Ponte Caldelas       | 6,292       |
| Ponteareas           | 19,475      |
| Pontecesures         | 3,026       |
| Pontevedra           | 76,798      |
| Portas               | 3,219       |
| Redondela            | 29,045      |
| Ribadumia            | 4,182       |
| Rodeiro              | 4,236       |
| Salceda de Caselas   | 6,543       |
| Salvaterra de Miño   | 8,240       |
| Sanxenxo             | 16,222      |
| Silleda              | 9,099       |
| Soutomaior           | 5,513       |
| Tomiño               | 11,334      |
| Tui                  | 16,221      |
| Valga                | 6,173       |
| Vigo                 | 288,324     |
| Vila de Cruces       | 7,004       |
| Vilaboa              | 5,756       |
| Vilagarcía de Arousa | 33,907      |
| Vilanova de Arousa   | 10,378      |

## Ordenação por comarcas
- A Paradanta: A Cañiza, Arbo, Covelo, Crecente.

- Baixo Minho: A Guarda, O Rosal, Oia, Tomiño, Tui.

- Caldas: Caldas de Reis, Catoira, Cuntis, Moraña, Pontecesures, Portas, Valga.

- O Condado: As Neves, Mondariz, Mondariz-Balneario, Ponteareas, Salvaterra de Miño.

- Deza: Agolada, Dozón, Lalín, Rodeiro, Silleda, Vila de Cruces.

- Morraço: Bueu, Cangas, Marín, Moaña.

- Pontevedra: A Lama, Barro, Campo Lameiro, Cotobade, Pontevedra, Poio, Ponte Caldelas, Vilaboa.

- Salnés: A Illa de Arousa, Cambados, Meaño, Meis, O Grove, Ribadumia, Sanxenxo, Vilagarcía de Arousa, Vilanova de Arousa.

- Tabeirós - Terra de Montes: A Estrada, Cerdedo, Forcarei.

- Vigo: Baiona, Fornelos de Montes, Gondomar, Mos, Nigrán, O Porriño, Pazos de Borbén, Redondela, Salceda de Caselas, Soutomaior, Vigo.